# Donald Tsang
Donald Tsang Yam-Kuen, född 7 oktober 1944 i Hongkong, är en Hongkongpolitiker som sedan 2005 är chefsminister (ungefär motsvarande premiärminister) för den kinesiska särskilda administrativa regionen Hongkong. Han efterträdde då Henry Tang. I mars 2007 blev Tsang omvald till posten av Hongkongs valkommitté (Election Committee), som har 800 medlemmar.
Tsangs far var polis i Hongkong. Tsang inledde sin karriär som tjänsteman i Hongkongs förvaltning 1967.